# Алберт Луканов
Алберт Тодоров Луканов е български лекар-хирург, професор, създател на спешната хирургия в България., заслужил лекар (1967), народен лекар (1971).

## Биография
Роден е на 22 октомври 1899 година в Женева в семейството на активния социалдемократ Тодор Луканов. През 1924 година завършва медицина в Грац. От 1924 до 1946 година живее в СССР. През 1924 – 1927 година специализира в Москва обща хирургия, акушерство и гинекология, а по-късно и в Ленинград – хирургическа урология и ортопедия и травматология. През 1925 година преподава в Комунистическия университет на националните малцинства на Запада. Работи като хирург и главен лекар в Амурската областна болница, по-късно като началник отделение в Първа московска военна болница, главен лекар в Института по хирургия „Вишневски“ в Москва и Военната болница в Орел (1927 – 1946). По време на Втората световна война работи като военен лекар в съветската армия. Главен хирург е в Евакуационна болница № 4636.
След завръщането си в България е главен асистент в Медицинския факултет. Съосновател на Института за спешна медицинска помощ „Н. И. Пирогов“ в София. През май 1951 година е назначен за главен хирург и научен ръководител на Болницата по екстрена хирургия и травматология. През 1958 г. е основател на Катедрата по спешна хирургия във Висшия медицински институт в София, която ръководи до 1966 година.
Обявен е за почетен гражданин на Разград за заслугите му в организирането на хирургични конференции в окръга. През 1975 година е избран за почетен член на Българското хирургическо дружество. През същата година е награден със златен медал „Активна физкултурна дейност“ и с почетната значка на Съюза на научните работници. През 1979 година е удостоен със званието „Герой на социалистическия труд“ (указ № 2241 от 11 декември 1979).
Умира на 20 май 1982 година в София.
В Централния държавен архив се съхранява личен архивен фонд на Алберт Луканов. Съставен е от 150 архивни единици за периода 1922 – 1981 г. и е подарен лично от Алберт Луканов.

## Съчинения
- Гнойна хирургия. София, Медицина и физкултура, 1957
- Остър хирургически корем в детската възраст. София, Медицина и физкултура, 1961 (в съавторство с Димитър Арнаудов и Дария Величкова)